# Ferdinand Franz Maria Bouget
Ferdinand Franz Maria von Bouget (* 9. Februar 1741 in Aachen; † 23. November 1818 in Wien) war kaiserlich-königlicher Generalmajor und zeitweilig Kommandant des kaiserlichen Cavallerie-Regiments Nr. 14.

## Werdegang
Im Jahre 1768 wurde er als Ferdinand v. Bouget bereits als Rittmeister erwähnt. Weitere Beförderung folgen im Jahr 1788 zum Major, 1791 zum Oberstleutnant und schließlich folgt im Jahr 1793 die Beförderung zum Oberst sowie die Ernennung zum Regimentskommandant.
Am 18. März 1793 führte er als Oberst und Kommandant das Kürassier-Regiment Nassau-Usingen unter dem letzten k.k. Reichsgeneralfeldmarschall Prinz Friedrich Josias von Sachsen-Coburg-Saalfeld in der Schlacht bei Neerwinden sowie in den Gefechten bei Valenciennes, Le Quesnoy und Avesnes-le-Sec. Der Sieg in der Schlacht bei Neerwinden über die Franzosen unter Charles-François Dumouriez hatte die Räumung des heutigen Belgiens durch die Franzosen zur Folge.
Am 19. August 1794 (mit Rang vom 17. Dezember 1794) wurde Ferdinand von Bouget als Generalmajor in den Ruhestand entlassen.

## Familie
Ferdinand Bouget stammt aus der hochangesehenen und einflussreichen Aachener Familie Bouget (auch Bougy/Bougie/Bougee/Bougé). Er wurde als zehntes Kind des Kurkölnischen Hofkammerrats und Rentmeisters Henri Francois Bouget in Aachen geboren und war Enkel des Aachener Bürgerhauptmanns Jacques Bouget.
Seine Schwester Maria Magdalena Therese heiratete 1750 den britischen Admiral Sir Charles Knowles, der nach seinem Ausscheiden aus der Royal Navy die Russische Flotte für den Krieg gegen die Türken aufbaute und führte. Eine weitere Schwester, Maria Christine Josefine war Geliebte des Lütticher Fürstbischofs Franz Karl von Velbrück (Charles-Francois Velbrück) und heiratet 1758 den Lütticher Advokaten Nicolas Mathieu de Grailet, den späteren Bürgermeister von Lüttich. Sein Bruder, der Kurkölnischen Hofkammerrat Klemens August Bouget, wurde anno 1779 Vogt von Odenkirchen (heute Stadtteil von Mönchengladbach-Rheydt) und zwei weitere Brüder werden als Kanoniker zu Lüttich erwähnt.